# 실리고

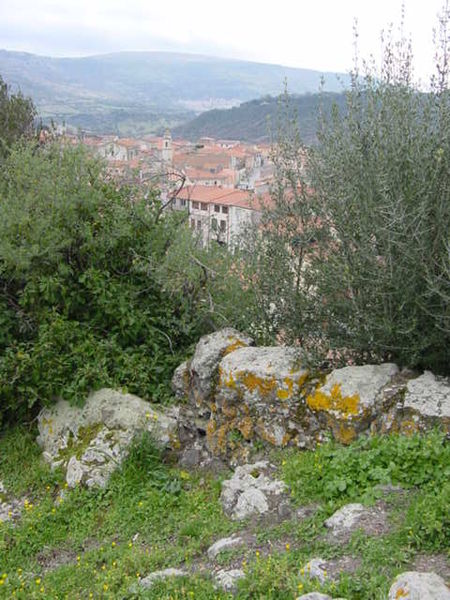
실리고

실리고(이탈리아어: Siligo)는 이탈리아 사르데냐 사사리도에 위치한 코무네로 면적은 43.6km2, 높이는 452m, 인구는 962명(2008년 기준), 인구 밀도는 22명/km2이다. 칼리아리에서 북쪽으로 약 160km, 사사리에서 남동쪽으로 약 25km 정도 떨어진 곳에 위치한다.